# 용인 진씨
용인 진씨(龍仁秦氏)는 경기도 용인시를 본관으로 하는 한국의 성씨이다. 시조는 조선에서
진사를 지낸 진응렴(秦應濂)이다. 

## 참고 자료
- “용인진씨(龍仁秦氏)”. 뿌리를 찾아서.[깨진 링크(과거 내용 찾기)]